# 1927 dans le catholicisme
Chronologie du catholicisme
- 1923
- 1924
- 1925
- 1926
- 1927
- 1928
- 1929
- 1930
- 1931

Cet article présente les faits marquants de l'année 1927 dans le catholicisme.

## Évènements
- 20 juin : Création de 2 cardinaux par Pie XI.
- 14 décembre : Sainte Thérèse de Lisieux est proclamée sainte patronne des Missions à l'égal de Saint François-Xavier.
- 19 décembre : Création de 5 cardinaux par Pie XI.

## Naissances
- 8 janvier : André Manaranche, prêtre jésuite, théologien et écrivain français († 12 avril 2020)
- 9 janvier : Adolfo Antonio Suárez Rivera, cardinal mexicain, archevêque de Monterrey († 22 mars 2008)
- 19 janvier : Carlos Oviedo Cavada, cardinal chilien, archevêque de Santiago († 7 décembre 1998)
- 20 janvier : Paolo Giglio, prélat maltais, diplomate du Saint-Siège et archevêque titulaire de Tyndaris (de) († 7 mars 2016)
- 24 janvier : Bienheureuse Paul-Hélène Saint-Raymond, religieuse, missionnaire en Algérie et martyre française († 8 mai 1994)
- 25 janvier : Raymond Bouchex, prélat français, archevêque d'Avignon († 9 mai 2010)
- 3 février : Jean-Yves Calvez, prêtre jésuite, philosophe et économiste français († 11 janvier 2010)
- 15 février : Carlo Maria Martini, cardinal italien, archevêque de Milan († 31 août 2012)
- 16 février : Ludwig Averkamp, prélat allemand, archevêque de Hambourg († 29 juillet 2013)
- 2 mars : Athanase Bala, prélat camerounais, évêque de Bafia († 3 septembre 2019)
- 27 mars : Cornelius Pasichny, prélat canadien, évêque de Toronto des Ukrainiens († 30 janvier 2014)
- 31 mars : Eduardo Martínez Somalo, cardinal espagnol de la Curie, précédemment archevêque titulaire de Thagora (de) († 10 août 2021)
- 2 avril : Rembert Weakland, prélat américain, archevêque de Milwaukee († 22 août 2022)
- 5 avril : Xavier Baronnet, prélat jésuite français, évêque de Port-Victoria († 8 septembre 2012)
- 16 avril : Joseph Aloisius Ratzinger, futur pape Benoît XVI († 31 décembre 2022)
- 17 avril : 
  - Luis Pascual Dri, cardinal argentin († 30 juin 2025)
  - Jacques Noyer, prélat français, évêque d'Amiens († 2 juin 2020)
- 24 avril : Donato Squicciarini, prélat italien, diplomate du Saint-Siège et archevêque titulaire de Tiburnia (de) († 5 mars 2006)
- 30 avril : Joseph Vandrisse, prêtre et journaliste français († 31 mars 2010)
- 2 mai : Yves-Marie Dubigeon, prélat français, évêque de Séez († 24 juin 2007)
- 8 mai : László Paskai, cardinal hongrois, archevêque d'Esztergom-Budapest († 17 août 2015)
- 10 mai : Roger Devos, prêtre, archiviste, historien et enseignant français († 22 juillet 1995)
- 20 mai : Franciszek Macharski, cardinal polonais, archevêque de Cracovie († 2 août 2016)
- 29 mai : Varkey Vithayathil, cardinal indien, archevêque majeur syro-malabar d'Ernakulam-Angamaly (de), précédemment archevêque titulaire d'Achrida (de) puis d'Antinoë (de) († 1er avril 2011)
- 1er juin : Mario Tagliaferri, prélat italien, diplomate du Saint-Siège et archevêque titulaire de Formiae (de) († 21 mai 1999)
- 2 juin : Hubert Michon, prélat français, archevêque de Rabat († 20 mai 2004)
- 11 juin : John W. O'Malley, prêtre jésuite, enseignant et théologien américain († 11 septembre 2022)
- 3 juillet : Juan Antonio Flores Santana, prélat dominicain, premier archevêque de Santiago de los Caballeros († 9 novembre 2014)
- 17 juillet : François Gayot, prélat haïtien, premier archevêque de Cap-Haïtien († 16 décembre 2010)
- 19 juillet : Gaston Poulain, prélat français, évêque de Périgueux († 24 octobre 2015)
- 1er août : Anthony Gerard Bosco, prélat américain, évêque de Greensburg, précédemment évêque titulaire de Labicum (de) († 2 juillet 2013)
- 5 août : James Timlin, prélat américain, évêque de Scranton († 9 avril 2023)
- 25 août : Michel Coloni, prélat français, premier archevêque de Dijon († 6 juillet 2016)
- 26 août : 
  - Peter Watterson, évêque épiscopalien américain devenu prêtre catholique († 12 septembre 1996)
  - Edoardo Rovida, prélat italien, diplomate du Saint-Siège et archevêque titulaire de Tauromenium (de)
- 14 septembre : Edmund Casimir Szoka, cardinal américain de la Curie († 20 août 2014)
- 28 septembre : Bernard David, prêtre, historien et écrivain français († 5 février 1998)
- 6 octobre : Emmanuel III Karim Delly, cardinal irakien, patriarche de Babylone des Chaldéens († 8 avril 2014)
- 21 octobre : Sergio Valech, prélat chilien, évêque auxiliaire de Santiago et évêque titulaire de Zabi (de) († 24 novembre 2010)
- 27 octobre : Júlio Duarte Langa, cardinal mozambicain, évêque de Xai-Xai
- 2 novembre : Bernard Chardon, prêtre, artiste peintre, céramiste et créateur de vitraux français († 5 avril 2024)
- 8 novembre : Pierre-Célestin Nkou, prélat camerounais, évêque de Sangmélima († 16 mai 1983)
- 16 novembre : Franz Jalics, prêtre jésuite, écrivain et missionnaire hongrois en Argentine († 13 février 2021)
- 23 novembre : Angelo Sodano, cardinal italien de la Curie, cardinal-secrétaire d’État, précédemment archevêque titulaire de Nova Caesaris (de) († 27 mai 2022)
- 28 novembre : Michel Trimaille, prêtre et exégète français († 10 janvier 2009)
- 7 décembre : 
  - Ivo Lorscheiter, prélat brésilien, évêque de Santa Maria († 5 mars 2007)
  - James Patrick Mahoney, prélat canadien, évêque de Saskatoon († 2 mars 1995)
- 21 décembre : Charles Bailleul, prêtre, père blanc et missionnaire français au Mali
- 23 décembre : Pierre Descouvemont, prêtre et théologien français
- Date précise inconnue : 
  - Émile Biayenda, cardinal, martyr et vénérable congolais, archevêque de Brazzaville († 22 mars 1977)
  - Joseph Pyronnet, philosophe engagé contre la violence devenu prêtre une fois veuf († 21 mars 2010)

## Décès
- 4 janvier : Joseph Bourger, prêtre et homme politique lorrain (° 28 janvier 1842)
- 19 janvier : Bienheureux Jurgis Matulaitis, prélat polono-lituanien, évêque de Vilnius (° 13 avril 1871)
- 6 février : Saint Mateo Correa Magallanes, prêtre et martyr mexicain (° 23 juillet 1866)
- 16 février : Vittorio Amedeo Ranuzzi de' Bianchi, cardinal italien de la Curie, précédemment archevêque titulaire de Tyr (° 14 juillet 1857)
- 28 mars : Joseph-Médard Emard, prélat canadien, archevêque d'Ottawa (° 1er avril 1853)
- 7 avril : Bienheureux Dominique du Saint-Sacrement, religieux trinitaire espagnol (° 11 mai 1901)
- 25 avril : Bienheureux José Trinidad Rangel, prêtre et martyr mexicain (° 4 juin 1887)
- 2 mai : Eugène Barbedette, voyant de l'apparition mariale de Pontmain puis prêtre français (° 4 novembre 1858)
- 8 mai : Bienheureuse Myriam-Thérèse Demjanovich, religieuse américaine (° 26 mars 1901)
- 17 mai : Émile-Jean Seghers, prélat belge, évêque de Gand (° 3 septembre 1855)
- 1er juin : Saint Hannibal Marie Di Francia, prêtre italien, fondateur des Filles du Divin Zèle et des Rogationistes du Cœur de Jésus (° 5 juillet 1851)
- 27 juin : Rafael Almansa, prêtre franciscain et vénérable colombien (° 2 août 1840)
- 28 juin : Joseph-Marie-Louis Humbrecht, prélat français, archevêque de Besançon (° 24 août 1853)
- 7 juillet : Laurent Monnier, prélat français, évêque de Troyes (° 23 décembre 1847)
- 11 juillet : Ottavio Cagiano de Azevedo, cardinal italien de la Curie (° 7 novembre 1845)
- 17 juillet : Martin-Hubert Rutten, prélat belge, évêque de Liège (° 17 décembre 1841)
- 25 juillet : János Csernoch, cardinal hongrois, archevêque d'Esztergom (° 18 juin 1852)
- 24 août : François-Xavier Schoepfer, prélat français, évêque de Tarbes et Lourdes (° 22 avril 1843)
- 25 août : Enrique Reig y Casanova, cardinal espagnol, archevêque de Tolède (° 20 janvier 1858)
- 12 octobre : Louis-Claude Fillion, prêtre, enseignant et exégète français (° 25 juin 1843)
- 22 octobre : Patrick O'Donnell, cardinal irlandais, archevêque d'Armagh (° 28 novembre 1856)
- 23 octobre : Elphège Vacandard, prêtre, théologien et historien français de la religion (° 10 avril 1849)
- 5 novembre : Louis Petit, prélat et missionnaire français, archevêque d'Athènes (° 21 février 1868)
- 12 novembre : Alessandro Lualdi, cardinal italien, archevêque de Palerme (° 12 août 1858)
- 23 novembre : Bienheureux Miguel Agustin Pro, prêtre jésuite et martyr mexicain (° 13 janvier 1891)
- 26 novembre : Giovanni Bonzano, cardinal italien, diplomate du Saint-Siège et archevêque titulaire de Mélitène (de) (° 6 mai 1867)
- 12 décembre : Julien Rouquette, prêtre, historien des religions et archiviste français (° 20 septembre 1871)
- 20 décembre : Nicolas Delsor, prêtre, journaliste et homme politique français (° 5 octobre 1847)
- 25 décembre : Bienheureuse Élie de Saint Clément, religieuse carmélite italienne (° 17 janvier 1901)
- 29 décembre : Thomas-Paul-Henri Lemonnier, prélat français, évêque de Bayeux et Lisieux (° 16 septembre 1853)
- 31 décembre : Pierre Julien Cavalerie, prêtre, botaniste et missionnaire français en Chine (° 4 janvier 1869)